# Chevrolet Celebrity
La Celebrity è un'autovettura mid-size prodotta dalla Chevrolet dal 1982 al 1990.

## Il contesto
La Celebrity, il cui nome venne utilizzato per la prima volta dall'Oldsmobile negli anni sessanta, è stata introdotta nel 1981 per il model year 1982. La Celebrity è stato il modello più venduto negli Stati Uniti nel 1986. Sebbene prodotta in una sola serie, la Celebrity è stata oggetto di un restyling nel 1984, e di un altro nel 1986, dove furono rivisti la parte anteriore e le luci posteriori. L'ultimo restyling è stato effettuato nel 1987, dove fanali anteriori compositi rimpiazzarono fari quadrangolari sdoppiati.
La coupé due porte fu tolta dal mercato nel 1988, mentre la produzione della berlina quattro porte terminò il 7 luglio 1989. L'assemblaggio della familiare quattro porte venne invece interrotto nel 1990.

## La vettura
La Celebrity era basata sul pianale A della General Motors a trazione anteriore, che condivideva con la Buick Century, l'Oldsmobile Cutlass Ciera, l'Oldsmobile Cutlass Cruiser e la Pontiac 6000.

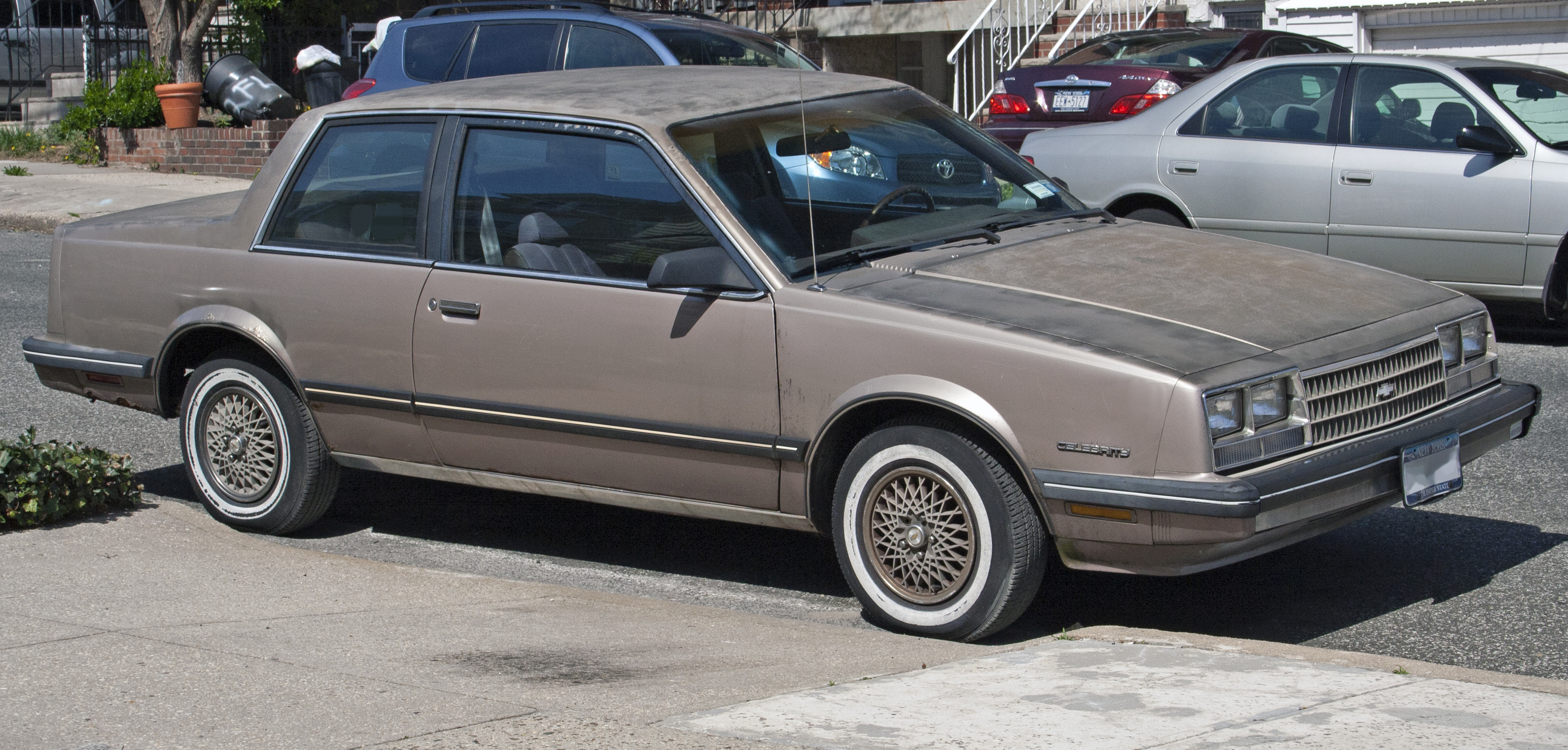
Chevrolet Celebrity coupé del 1984

La Celebrity aveva installato il motore del modello Pontiac sopraccitato. Il servosterzo, il servofreno ed il cambio automatico vennero offerti tra gli accessori di serie nel 1982 e nel 1983; in seguito la trasmissione automatica divenne opzionale. Nel 1984 debuttarono la versione familiare quattro porte ed il pacchetto sportivo Eurosport, che includeva delle ruote da 14 pollici Sport Rally, un allestimento con vetri oscurati, un volante nero e delle sospensioni F41. Mentre la gamma dei motori per la versione Eurosport fu identica a quella delle altre Celebrity (tranne che il motore Diesel), gli interni dei modelli che avevano in dotazione il menzionato pacchetto sportivo, erano caratterizzati dall'avere stemmi rossi sui pannelli porta e sul cruscotto. Erano presenti anche delle strisce decorative sui paracolpi delle portiere, e delle modanature sui paraurti, oltre che degli emblemi rossi sui parafanghi e sulla coda.
Un'altra versione fu la Celebrity CL, che aveva inserti in radica sul cruscotto e sul volante, sedili imbottiti e cerchi in lega dal disegno a diamante. La Celebrity Classic invece non aveva i finestrini posteriori fissi, ma era dotata una finta capote e di alzacristalli elettrici.

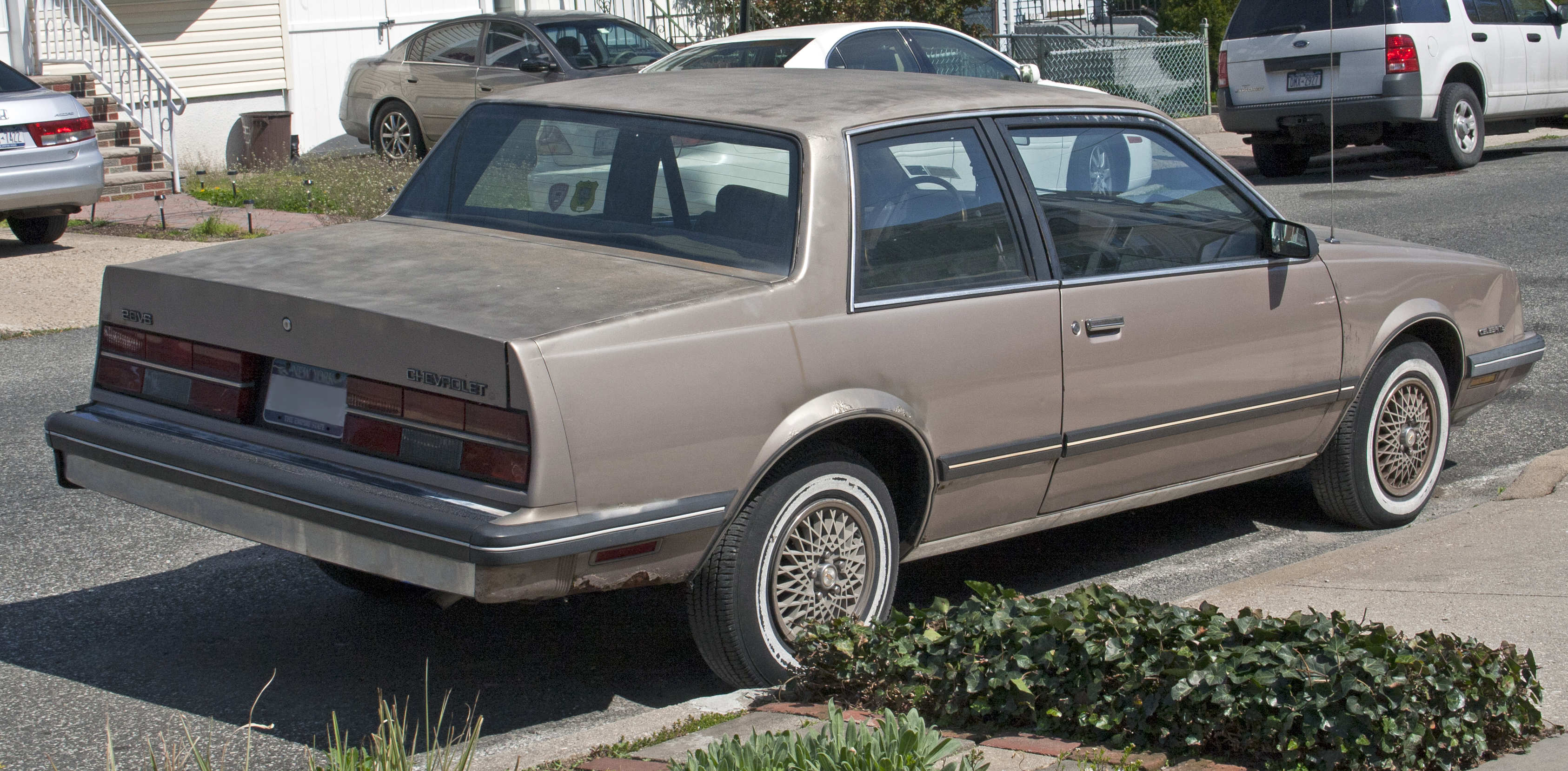
Retro di una Chevrolet Celebrity coupé del 1984

Il motore in linea a quattro cilindri "Tech IV" da 2,5 L di cilindrata fu criticato per essere poco potente. Nel 1985 venne introdotto, tra gli optional, un propulsore V6 ad iniezione. Nel 1986 fu tolto dall'offerta il motore Diesel. La seconda generazione di motori installati, rielaborata nel 1987, possedeva di serie l'alimentazione ad iniezione ed era dotata di un sistema di accensione senza distributore. Con il motore V6 era disponibile il cambio manuale Getrag a cinque rapporti. Dei contralberi di equilibratura vennero aggiunti nel 1988 al motore "Tech IV". La versione coupé venne tolta dal mercato nel model year 1988, e fu rimpiazzata dalla Beretta coupé. Il motore a quattro cilindri guadagnò 12 CV più tardi, nel model year 1989. La Celebrity non condivise la riprogettazione del tettuccio e del finestrino deflettore posteriore con gli altri modelli che erano costruiti sul medesimo pianale, perché nel 1989 la Chevrolet Lumina avrebbe sostituito la versione berlina della Celebrity. Solo la familiare rimase in listino nel model year 1990. Nell'ultimo anno di produzione quest'ultima venne dotata di un V6 da 3,1 L di cilindrata e di cinture di sicurezza fissate alle portiere, come sugli altri modelli analoghi che condividevano lo stesso pianale.
La Celebrity fu più spaziosa del modello che sostituì, cioè della Malibu. Il modello era più spazioso ancora di più in versione familiare, dato che tornò alla configurazione per 8 passeggeri, che mancava dalle station wagon General Motors fin dal 1977. Inoltre, la Celebrity aveva una migliore guidabilità del modello antenato. Queste auto riscattarono i poco fortunati modelli loro progenitori, che erano basati sul pianale X della General Motors. Le Celebrity del 1982 che erano dotare del controllo computerizzato del motore, a causa del deterioramento del supporto motore, avevano problemi di vibrazioni.

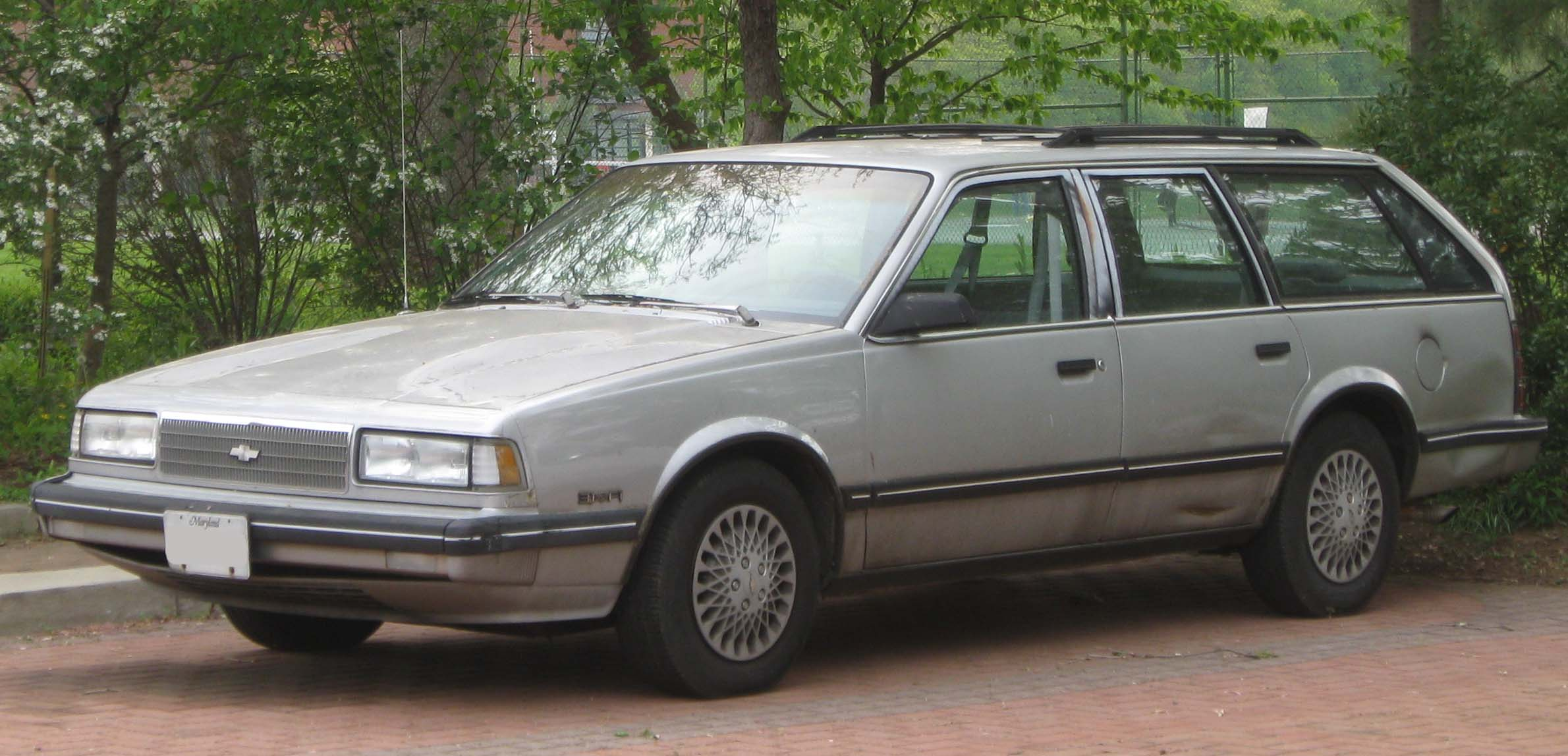
Una Chevrolet Celebrity wagon del 1987/1990

Tutte le Celebrity erano disponibili con due differenti misure di interasse dei bulloni ruota, 110 mm e 115 mm. I primi bulloni erano utilizzati sul modello base, che aveva dei freni a disco non ventilati, mentre i secondi erano associati ad un impianto frenante ventilato ad alte prestazioni. Questi ultimi, però, erano disponibili anche sul modello base, molti dei quali erano acquistati per essere utilizzati come taxi oppure per entrare a far parte di flotte aziendali.
Oltre al pacchetto Eurosport, era disponibile un allestimento a produzione limitata, l’Eurosport VR. Le rarissime Celebrity che avevano in dotazione questo pacchetto vennero prodotte dal 1987 al 1988, ed erano disponibili in quattro colori: rosso, argento, nero e bianco. Le vetture con allestimento Eurosport VR erano dotate di decalcomanie, ed erano disponibili, nel 1987, solo in versione berlina e familiare, mentre nel 1988 fu offerta anche la coupé. I modelli con allestimento Eurosport VR prodotti nel 1987 possedevano degli interni unici. Erano presenti dei tappetini rossi, dei pannelli delle portiere a tre colori, dei sedili separati con rinforzi e dei portatazza per i passeggeri posteriori. Nel 1988 le Eurosport VR non ricevettero lo stesso trattamento agli interni, poiché sarebbe risultato troppo costoso. Le Eurosport VR del 1988 ebbero un equipaggiamento interno simile a quello che si poteva trovare sulle Celebrity CL.
La Celebrity fu offerta con cambio manuale Getrag cinque rapporti, e cambio automatico 3T40 a tre o 4T60 a quattro velocità. Il modello fu assemblato a Oshawa, a Oklahoma City, a Ramos Arizpe, a Framingham, a Sainte-Thérèse, a Valencia ed a Bogotà.

## Motorizzazioni
- 1982-1989: Tech IV da 2,5 L di cilindrata, quattro cilindri in linea;
- 1982-1986: 2,8 L, carburatore doppio corpo, V6;
- 1985-1989: 2,8 L, iniezione, V6;
- 1984-1985: 4,3 L, Diesel, V6;
- 1990: 3,1 L, iniezione, V6.